# David Blu
David Blu (hebräisch דוד בלו; * 18. Juli 1980 als David Bluthenthal in Los Angeles, Kalifornien) ist ein US-amerikanisch-israelischer ehemaliger Basketballspieler. Nach dem Studium in seinem Geburtsland wurde Blu Profi in Europa und spielte dort neben Stationen in Russland, Italien, Frankreich vor allem für Maccabi Tel Aviv in Israel. Neben nationalen Meisterschaften mit Maccabi und zahlreichen Titelgewinnen in nationalen Pokalwettbewerben gewann Blu mit Maccabi die EuroLeague 2003/04 sowie ABA-Liga 2011/12. Nach einjähriger Pause gewann Blu mit Maccabi 2014 neben dem nationalen Double erneut die EuroLeague 2013/14 und damit mit zehnjähriger Unterbrechung zum zweiten Mal eine Triple Crown.

## Karriere
Blu wurde als Sohn einer jüdischen Mutter mit Nachnamen Bluthenthal und eines afroamerikanischen Vaters, der später zum Judentum konvertierte, geboren. Nachdem Blu mit 14 Jahren
seine Mutter nach deren Krebserkrankung verloren hatte, war es auch sein Vater, der ihn noch als Schüler zur Makkabiade 1997 schickte. Nach dem Schulabschluss ging Blu zum Studium an die University of Southern California, wobei Blus deutschstämmiger Vorfahr Isaias Hellman 1880 wesentlich zur Gründung der Universität beigetragen hatte. Dort spielte er von 1998 an für die Hochschulmannschaft Trojans in der Pacific-10 Conference (Pac-10) der NCAA Division I. Mit den Trojans erreichte Blu zweimal die landesweite NCAA-Endrunde, bei der man unter anderem mit Brian Scalabrine 2001 bis ins Viertelfinale Elite Eight einzog. Dies war das weiteste Vordringen der Trojans seit der Final-Four-Teilnahme 1954. Im „Regional Final“ unterlag man der topgesetzten Mannschaft Blue Devils der Duke University, die später auch den Titel gewann. Ein Jahr später unterlag man 2002 überraschend gleich in der ersten Runde nach Verlängerung den Seahawks der UNC Wilmington. Damit war auch Blus NCAA-Karriere nach vier Jahren beendet; er wurde anschließend jedoch im NBA Draft 2002 der am höchsten dotierten Profiliga National Basketball Association nicht ausgewählt.
Nach Studienende begann Blu daraufhin 2002 eine Profikarriere in Europa und wechselte nach Israel, da er wegen seiner jüdischen Abstammung dort problemlos die Staatsbürgerschaft erhalten konnte und sich keinen Beschränkungen als Ausländer ausgesetzt sah. Mit dem israelischen Rekordmeister Maccabi aus Tel Aviv konnte er in der Folge erwartungsgemäß zweimal das nationale Double aus Meisterschaft und Pokalgewinn 2003 und 2004 verteidigen. Nachdem man in der Zwischenrunde der EuroLeague 2002/03 noch an Benetton Treviso gescheitert war, gewann man 2004 erstmals den Titel in der neueren Geschichte des höchsten europäischen Vereinswettbewerbs. Blu war mit individuell 20 Punkten maßgeblich am 118:74 Finalerfolg über Fortitudo Skipper Bologna beteiligt.
Nachdem Blu anschließend in der Saisonvorbereitung für den NBA-Klub Sacramento Kings gespielt hatte, dort aber keinen Vertrag für die reguläre Saison bekam, wechselte er zur Saison 2004/05 zu dem nach Sankt Petersburg umgesiedelten russischen Klub BK Dynamo, der von Maccabis vormaligen Assistenten David Blatt trainiert wurde. Hier suchte er jedoch im Dezember 2004 das vorzeitige Vertragsende und wechselte im Januar 2005 in die italienische Lega Basket Serie A zu Benetton aus Treviso. Mit diesem Verein gewann er den italienischen Pokalwettbewerb, scheiterte jedoch in den Viertelfinal-Play-offs der EuroLeague 2004/05 am späteren Finalisten TAU Cerámica. Als Hauptrundenerster schied man in fünf Spielen der Halbfinalserie der italienischen Meisterschafts-Play-offs gegen den italienischen Rekordmeister Armani Jeans Mailand aus. Für die Saison 2005/06 wechselte Blu zum Ligakonkurrenten und Erstliga-Rückkehrer VidiVici aus Bologna, der jedoch auf dem neunten Platz den Einzug in die italienischen Meisterschafts-Play-offs knapp verpasste. In der folgenden Saison 2006/07 war Blu unter anderem zusammen mit dem deutschen Nationalspieler Steffen Hamann dann für den Lokalrivalen und Vizemeister Fortitudo Climamio aktiv. Die Mannschaft schied jedoch bereits in der Vorrunde der EuroLeague 2006/07 aus und verpasste auf dem 13. Platz den Einzug in die Play-offs der nationalen Meisterschaft deutlich, stattdessen trennte den Verein nur ein Sieg von einem Abstiegsplatz.
Für die Saison 2007/08 kehrte Blu zu Maccabi nach Tel Aviv zurück. Zu Saisonbeginn konnte man noch den Ligapokal gewinnen, bei dem Blu als Most Valuable Player (MVP) des Wettbewerbs ausgezeichnet wurde. Während man in der EuroLeague 2007/08 bis ins Finale einzog, das gegen PBK ZSKA Moskau verloren ging, verlor man auch überraschend das israelische Pokalfinale gegen Hapoel Jerusalem sowie das Meisterschaftsfinale gegen Hapoel Holon, bei denen der spätere Bundesliga und NBA-Profi P. J. Tucker herausstach. Damit konnte man erstmals seit 1993 keinen Titel in einem der beiden nationalen Wettbewerbe gewinnen. In der Saison 2008/09 war Blu dann für MSB aus Le Mans in der französischen LNB Pro A aktiv, die nach dem Ausscheiden in der Vorrunde der EuroLeague 2008/09 den französischen Ligapokal „Semaine des As“, bei dem Blu erneut MVP wurde, und den französischen Pokalwettbewerb gewannen. In der Play-off-Halbfinalserie der französischen Meisterschaft schied man jedoch gegen Entente Orléans aus, die sich damit teilweise für die Finalniederlage im Ligapokal revanchieren konnten.
Für die Saison 2009/10 kehrte Blu erneut zu Maccabi Tel Aviv zurück. In den Viertelfinal-Play-offs der EuroLeague 2009/10 verlor man etwas überraschend gegen KK Partizan Belgrad. Nach dem Sieg im nationalen Pokalwettbewerb scheiterte man erneut bei der Titelverteidigung in der nationalen Meisterschaft im Finalspiel an Hapoel Gilboa Galil. Während Blu diesmal bei Maccabi blieb, gab Trainer Pini Gershon, der mit Maccabi 2004 und 2005 zweimal die Euroleague gewonnen hatte, sein Amt auf und wurde durch seinen ehemaligen Assistenten David Blatt ersetzt. Unter Blatt gewann man zweimal in Folge wieder das nationale Double, doch in der Euroleague scheiterte man zweimal hintereinander an Panathinaikos Athen. Nach der Finalniederlage in der EuroLeague 2010/11 verlor man in der EuroLeague 2011/12 bereits in den Viertelfinal-Play-offs gegen den Titelverteidiger. Als Gastmannschaft in der adriatischen ABA-Liga konnte man jedoch in der Saison 2011/12 diesen Wettbewerb gewinnen. Bei der EM-Endrunde 2011 war Blu auch erstmals in einem Endrundenkader der israelischen Nationalmannschaft vertreten, die jedoch nach drei Auftaktniederlagen unter anderem gegen Deutschland trotz zwei nachfolgenden Siegen noch den Einzug in die Zwischenrunde verpasste und den geteilten 13. Platz belegte. Nachdem Blu seinen alten, für einen afroamerikanischen Juden ungewöhnlichen Familiennamen Bluthenthal bereits 2010 abgelegt und auf Blu verkürzt hatte, um seinen Kindern den persönlich in seiner Kindheit erlittenen Spott zu ersparen, beendete Blu 2012 zugunsten seiner Kinder vorerst seine Karriere, um nach Kalifornien zurückzukehren. Nach einer Spielzeit Pause änderte er jedoch seine Meinung und wurde von Trainer Blatt zur Rückkehr überredet. Nach der Titelverteidigung im nationalen Pokalwettbewerb zog man etwas überraschend in das Final-Four-Turnier der EuroLeague 2013/14. Hier schlug man den favorisierten ZSKA Moskau im Halbfinale mit einem Punkt Unterschied sowie den hohen Favoriten Real Madrid nach Verlängerung mit 98:86 im Finale. Nachdem man zum Saisonabschluss sich im Finale der nationalen Meisterschaft gegen Titelverteidiger Maccabi Haifa auch den Meistertitel zurückholen konnte, gewann Blu mit zehnjähriger Unterbrechung zum zweiten Mal eine Triple Crown mit Maccabi. Nach dem Erfolg wechselte Blatt als Cheftrainer der Cleveland Cavaliers in die NBA und Blu beendete seine professionelle Karriere endgültig.